# Plouguerneau
Plouguerneau är en kommun i departementet Finistère i regionen Bretagne i västra Frankrike. Kommunen ligger i kantonen Lannilis som tillhör arrondissementet Brest. År 2022 hade Plouguerneau 6 719 invånare.

## Befolkningsutveckling
Antalet invånare i kommunen Plouguerneau
Referens:INSEE